# 梅田事件
梅田事件（うめだじけん）とは、1950年（昭和25年）および1951年（昭和26年）に発生した2件の強盗殺人事件と、それに付随して生じた冤罪事件。日本弁護士連合会が支援していた。
なお事件名は2人の実行犯（実際にはもうひとり未検挙の共犯がいる可能性が指摘されている）によって無実の罪を着せられた梅田 義光（うめだ よしみつ）の名に由来する。

## 事件の概要
第一の事件
1950年10月　北海道の北見営林署職員（当時20歳）が19万円の公金を持って失踪。
第二の事件
1951年6月　留辺蘂営林局会計課職員（当時28歳）が480万円の公金を持って失踪。
いずれの事件も最初は、犯人らによる巧妙な偽装工作のため、職員が公金を横領し逃亡したとして警察は逮捕状を取り捜査していたが、1952年4月に発見された白骨遺体が第二の事件の被害者であることが判明、強盗殺人事件として捜査が開始された。

## 冤罪
犯人として北見市警察によって1952年9月3日に逮捕されたA（当時53歳）はすぐに犯行を自供し、首謀者が元営林署職員H（当時28歳）であることも判明した。なおHは公金横領の「共犯」として取調べを受けていた人物であった。Hは潜伏先の義兄宅の天井裏で逮捕された。
Hは第一の事件のことも自白したために全て事件は解決したかにみえた。しかしHは10月2日に発掘された第一の被害者の遺体の向きが供述と若干食い違っていたことを警察に追及された際に、翌日になってHは自分は現場に行っていない、実行犯は軍隊時代に顔見知りだった梅田（当時28歳）が第一の事件の殺害の実行犯であると虚偽の「自白」をした。
そのため、北見市警（当時は自治体警察）は10月2日に梅田を逮捕し、殴る、蹴る、制裁、詰問の末に自白させた。その後、梅田は自供を一転し検察官に無実を訴えたが、共犯者の自白を完全に鵜呑みしていた検事は否認調書を作成しないまま、殺人罪で起訴した。またその後の裁判もHが梅田を陥れる恨みなどの事情が見当たらないなどとして、Hの自白を全面的に信用する姿勢を終始とり続けた。
その後の裁判ではHに死刑、Aと冤罪の梅田に、「拷問がなされないまでも相当程度の強制」であったと暴力があったことを認めたものの無期懲役を宣告し確定した（違法収集証拠排除法則が確立したのは1978年である）。なお、Hは1960年6月20日に死刑が執行され、Aも仮出所した。その後梅田は1962年に再審請求をしたが、最高裁までいったが棄却された。梅田は1971年5月に18年7ヶ月の服役の後に網走刑務所を仮出所した。彼は北見市に帰郷したのちも再審請求活動を続けた。1982年12月10日に釧路地裁は再審を決定した。1986年8月27日に釧路地裁は梅田に無罪判決を出し、逮捕34年にして冤罪であったことが確定した。
梅田はその後2002年頃まで冤罪問題に関する講演活動を続け、2007年6月20日に前立腺癌のため82歳で死去した。

## 事件の疑問点
再審裁判で梅田が無罪になったのは、下記のような点が明らかになったことである。
- 犯行においてHと梅田を結びつける物的証拠が一切存在しない。
- Hの自供では梅田はバットで被害者を撲殺したとあるが、犯行時梅田が着用していたとされた海軍作業着からは血痕が検出されなかった。
- 起訴前に検事宛に提出した無罪を訴える手紙の存在。
- 自白と犯行態様の決定的な矛盾の証明。
- Hから「梅田は事件に関与していない」と、獄中で聞かされたという囚人の証言

以上のことから、捜査機関がHの虚偽の証言を間違いないと鵜呑みした事が冤罪を引き起こした、ということが確定した。これは、死刑が確実な被告人が、まさか恨みもない他人を巻き込む事を想定していなかった為である。なお、後述のように実際の事件の構図は検察側が把握していたものとは大きく異なっていた可能性もある。
Hの証言では第一の事件にくわえ第二の事件も3人による犯行としていた。この第二の事件では3人目の「共犯者」としてHの元上司が「主犯」として名指しされ、北見市警による拷問を受けたが、証拠がまったくなかったこともあり起訴されていない。この上司は拷問で「自白」していたが、検事取調べの段階で自白を撤回し、検事も無罪供述を受け入れたため冤罪で処刑もしくは収監される危険から逃れたといえる。なお実際に2つの事件とも第三の犯人が存在していた可能性がある。この説では犯人はHの親族であるといわれており、評論家の青地晨が、後にその人物をレポートした「魔の時間」を出した。そのため、Hは梅田を巻き込むことでその人物を守ろうとした可能性がある。
またHは秘密裏に、再審を模索していたHと接見した梅田の弁護士に対し「50万円を支払うなら、梅田の御希望通りの私の言質を差し上げます」と、暗に「真実の告白」に対する対価を要求する手紙を出していたという。それによれば、現金と見返りに告白文を送るというものであった。弁護士はわざと応じた振りをして真実を聞き出せないかとして、最高検察庁に打診したが、とんでもないとの回答を受けた。その直後の1960年6月20日にHの死刑が執行された。
真相はHの死刑執行と、共犯Aの死によって解明不可能となった。職員2人から強奪した多額の現金の使途も、3人目の「共犯者」の存在も、現在となってはもはや解明は不可能となっている。